# Europejski nakaz zapłaty
Europejski nakaz zapłaty – został wprowadzony rozporządzeniem nr 1896/2006 Parlamentu Europejskiego i Rady z dnia 12 grudnia 2006 r.
Postępowanie w sprawie europejskiego nakazu zapłaty ustanawia się w celu dochodzenia roszczeń pieniężnych o oznaczonej wysokości, które są wymagalne w chwili wniesienia pozwu o wydanie europejskiego nakazu zapłaty. Wydanie europejskiego nakazu zapłaty odbywa się we wszystkich państwach członkowskich UE oprócz Danii, która nie bierze udziału we współpracy w tym zakresie. Europejski nakaz zapłaty, jak i całe postępowanie powstało w celu uproszczenia, przyspieszenia i ograniczenie kosztów postępowania sądowego w sprawach transgranicznych dotyczących bezspornych roszczeń pieniężnych, poprzez ustanowienie postępowania w sprawie europejskiego nakazu zapłaty oraz umożliwienie swobodnego przepływu europejskich nakazów zapłaty we wszystkich państwach członkowskich poprzez określenie minimalnych standardów, których spełnienie uchyla konieczność przeprowadzenia w państwie członkowskim wykonania, jakiegokolwiek dodatkowego postępowania pośredniego poprzedzającego uznanie i wykonanie europejskiego nakazu zapłaty.
Transgraniczna sprawa to taka, w której przynajmniej jedna ze stron ma miejsce zamieszkania lub miejsce stałego pobytu w państwie członkowskim innym niż państwo, w którym znajduje się sąd rozpatrujący sprawę.
Niniejsze rozporządzenie nie ma zastosowania do spraw dotyczących:
- praw majątkowych wynikających ze stosunków małżeńskich, testamentów i dziedziczenia;
- upadłości, postępowania związanego z likwidacją niewypłacalnych spółek lub innych osób prawnych, postępowań pojednawczych, układów oraz innych analogicznych postępowań;
- zabezpieczenia społecznego;
- roszczeń wynikających z zobowiązań pozaumownych, chyba że:

a) są one przedmiotem umowy między stronami lub nastąpiło uznanie długu,
b) dotyczą długów oznaczonych wynikających ze współwłasności mienia. (art. 2 ust. 2 rozporządzenia nr 1896/2006)
Pierwszą czynnością, którą trzeba wykonać, aby uzyskać Europejski nakaz zapłaty jest złożenie pozwu. Pozew składa się zgodnie z art. 50516§ 1- sądów rejonowych i okręgowych. Pozew o wydanie europejskiego nakazu zapłaty należy złożyć na formularzu A stanowiącym załącznik I do rozporządzenia 1896/2006.Pozew musi zawierać także oświadczenie powoda, że podane informacje są zgodnie z jego najlepszą wiedzą i przekonaniem prawdziwe oraz że przyjmuje on do wiadomości, iż umyślne podanie nieprawdziwych informacji może skutkować zastosowaniem odpowiednich sankcji zgodnie z prawem państwa członkowskiego wydania.
Pozew musi zawierać:
- nazwy lub imiona i nazwiska oraz adresy stron, a także, w odpowiednich przypadkach, ich przedstawicieli oraz oznaczenie sądu, do którego kierowany jest pozew;
- kwotę dochodzonego roszczenia, w tym kwotę roszczenia głównego oraz, stosownie do okoliczności, odsetki, kary umowne i koszty;
- jeżeli powód dochodzi odsetek – stawkę odsetek oraz okres, za jaki żąda odsetek, chyba że zgodnie z prawem państwa członkowskiego wydania odsetki ustawowe doliczane są automatycznie do roszczenia głównego;
- uzasadnienie roszczenia, w tym opis okoliczności wskazanych jako podstawa roszczenia oraz, w odpowiednich przypadkach, żądanych odsetek; opis dowodów na poparcie roszczenia;
- okoliczności uzasadniające właściwość sądu uzasadnienie transgranicznego (art.72 rozporządzenia 1896/2006)[1]

Sąd odrzuci pozew, jeżeli:
- nie spełnia on wymogów formalnych,
- roszczenie jest nieuzasadnione,
- powód nie przesłał odpowiedzi w terminach wyznaczonych przez sąd lub odrzucił propozycję zmiany pozwu.

Sąd po wniesieniu pozwu rozpatruje sprawę, jeżeli warunki wniesienia pozwu okazały się spełnione to zwykle w terminie 30 dni od wniesienia pozwu, wydaje europejski nakaz zapłaty.
Europejski nakaz zapłaty zawiera pouczenie, że pozwany może:
- zapłacić powodowi kwotę wskazaną w nakazie lub

- wnieść sprzeciw poprzez jego przesłanie sądowi wydania w terminie 30 dni od doręczenia mu nakazu. (art.123)[1]

## Sprzeciw od nakazu zapłaty
Stronie przysługuje prawo wniesienia sprzeciwu od europejskiego nakazu zapłaty. Sprzeciw musi zostać wysłany w terminie 30 dni od doręczenia nakazu pozwanemu. Wystarczy, że pozwany w sprzeciwie wskaże ogólnie, że kwestionuje roszczenie – nie ma konieczności precyzowania powodów. W razie wniesienia sprzeciwu nakaz taki traci moc, a sprawa jest przekazana do zwykłego trybu cywilnego, właściwego dla danego państwa. Jeżeli we wskazanym terminie sprzeciw nie wpłynie do sądu wydania nakazu zapłaty, wówczas sąd ten stwierdza wykonalność europejskiego nakazu zapłaty i wykonalny nakaz przesyła powodowi (art.18)

## Uchylenie procedury exequatur
Jest to następny etap po wydaniu przez sąd nakazu zapłaty.Uchylenie procedury exequatur oznacza uzyskanie zezwolenia na wykonanie w jednym państwie wyroku wydanego w innym państwie. Europejski nakaz zapłaty, który stał się wykonalny w państwie członkowskim wydania, jest uznawany i wykonywany w innych państwach członkowskich bez potrzeby stwierdzania wykonalności i bez możliwości sprzeciwienia się jego uznaniu. Procedura udziela państwom swobody w przepływie Europejskiego nakazu zapłaty, co sprawia, że postępowanie nakazowe staje się łatwiejsze.

## Wykonanie europejskiego nakazu zapłaty
Postępowanie wykonawcze podlega prawu państwa członkowskiego wykonania. Europejski nakaz zapłaty, który stał się wykonalny, jest wykonywany na takich samych warunkach jak wykonalne orzeczenie wydane w państwie członkowskim wykonania.
Zgodnie z art. 21 ust. 2 rozporządzenia do wniosku o wszczęcie postępowania egzekucyjnego należy dołączyć:
- odpis europejskiego nakazu zapłaty, którego wykonalność została stwierdzona przez sąd wydania i który spełnia wymogi niezbędne do stwierdzenia jego autentyczności;
- w razie potrzeby, tłumaczenie europejskiego nakazu zapłaty na język urzędowy państwa członkowskiego wykonania lub, jeżeli w tym państwie członkowskim obowiązuje kilka języków urzędowych, na język urzędowy lub jeden z języków urzędowych, w jakim zgodnie z prawem tego państwa członkowskiego prowadzi się postępowanie sądowe w miejscu, gdzie dochodzi się wykonania, lub na inny język wskazany przez państwo członkowskie wykonania jako akceptowany. Każde państwo członkowskie może wskazać język lub języki urzędowe instytucji Unii Europejskiej inne niż jego własny język urzędowy, które może zaakceptować do celów wydania europejskiego nakazu zapłaty. Tłumaczenie musi być poświadczone przez osobę posiadającą wymagane uprawnienia w jednym z państw członkowskich.

## Odmowa wykonania
Na wniosek pozwanego sąd właściwy w państwie członkowskim wykonania odmawia wykonania, jeżeli europejskiego nakazu zapłaty nie można pogodzić z wcześniejszym orzeczeniem lub nakazem wydanym w jednym z państw członkowskich albo w państwie trzecim, pod warunkiem że:
- wcześniejsze orzeczenie lub nakaz zostały wydane w odniesieniu do tego samego przedmiotu sporu i dotyczyły tych samych stron; oraz
- wcześniejsze orzeczenie lub nakaz spełniają warunki niezbędne do uznania ich w państwie członkowskim wykonania; oraz
- niemożność pogodzenia nakazu z wcześniejszym orzeczeniem lub nakazem nie mogła być podniesiona w formie zarzutu w postępowaniu sądowym w państwie członkowskim wydania.

Na wniosek sąd odmawia również wykonania, jeżeli – i w takim zakresie, w jakim – pozwany zapłacił powodowi kwotę orzeczoną w europejskim nakazie zapłaty. W żadnym przypadku europejski nakaz zapłaty nie może być przedmiotem ponownego badania pod względem merytorycznym w państwie członkowskim wykonania.

## Opłaty sądowe
Łączne opłaty sądowe w przypadku postępowania w sprawie europejskiego nakazu zapłaty oraz zwykłego postępowania cywilnego, które toczy się w przypadku wniesienia sprzeciwu od europejskiego nakazu zapłaty w państwie członkowskim, nie mogą być wyższe niż opłaty sądowe w przypadku zwykłego postępowania cywilnego, które odbyłoby się bez poprzedzającego je postępowania w sprawie europejskiego nakazu zapłaty w tym państwie członkowskim. Do celów niniejszego rozporządzenia uznaje się, że opłaty sądowe obejmują opłaty i należności na rzecz sądu, których kwota jest ustalana zgodnie z prawem krajowym.
Do celów niniejszego rozporządzenia stosuje się następujące definicje:
1) „państwo członkowskie wydania” oznacza państwo członkowskie, w którym europejski nakaz zapłaty został wydany;
2) „państwo członkowskie wykonania” oznacza państwo członkowskie, w którym wnioskuje się o wykonanie europejskiego nakazu zapłaty;
3) „sąd” oznacza każdy organ państwa członkowskiego właściwy w zakresie europejskich nakazów zapłaty lub w innych związanych z tym sprawach;
4) „sąd wydania” oznacza sąd, który wydaje europejski nakaz zapłaty.